# Aeródromo de San Gabriel
El Aeródromo de San Gabriel (Código DGAC: SGB) es un pequeño aeropuerto ubicado en la granja orgánica Kaliroy, operado por Bioparques de Occidente S.A. de C.V. El aeródromo se encuentra entre los poblados de La Croix y Totolmixpa en el municipio de San Gabriel, Jalisco. Cuenta con una pista de aterrizaje de 1,990 metros de largo y 12 metros de ancho con gota de viraje al final del umbral desplazado de la cabecera 28, también cuenta con una plataforma de aviación de 1,225 metros cuadrados.